# Andrew Brunelle
Andrew Brunelle (13 de julio de 1894 – 17 de agosto de 1943) fue un actor, director y guionista cinematográfico de nacionalidad francesa, activo en la época del cine mudo.
Nacido en Cambrai, Francia, su verdadero nombre era André François Achille Eugène Brunelle. Falleció en París, Francia.

## Filmografía

### Actor
- 1917 : La Nouvelle Mission de Judex, de Louis Feuillade
- 1918 : La Maison d'argile, de Gaston Ravel
- 1919 : Chignole, de René Plaissetty
- 1920 : La Force de la vie, de René Leprince
- 1920 : Le Silence, de Louis Delluc
- 1920 : La Boue, de Louis Delluc
- 1921 : Fièvre, de Louis Delluc
- 1922 : L'Aiglonne, de Émile Keppens y René Navarre
- 1922 : L'Empereur des pauvres, de René Leprince
- 1922 : Le Carillonneur, de René Coiffard
- 1922 : Stella Lucente, de Raoul d'Auchy
- 1923 : La Faute des autres, de Jacques Oliver
- 1927 : La Grande Envolée, de René Plaissetty
- 1930 : Tarakanova, de Raymond Bernard

### Director
- 1923 : Théodore cherche des allumettes
- 1929 : La Rob
- 1933 : Bouton d'or
- 1934 : Vaccin 48
- 1935 : Ernest a le filon

### Guionista
- 1938 : Deux de la réserve, de René Pujol

### Montador
- 1940 : Bach en correctionnelle, de Henry Wulschleger